# بهروز اثباتی
بهروز اثباتی (زادهٔ ۱۳۳۸ تهران) سرتیپ دوم سپاه پاسداران انقلاب اسلامی است، که هم‌اکنون به‌عنوان فرمانده قرارگاه فضای مجازی ستاد کل نیروهای مسلح فعالیت می‌کند.
وی فعالیت نظامی را پس از وقوع انقلاب ۱۳۵۷ در سپاه پاسداران آغاز کرد و در خلال جنگ ایران و عراق از اعضای این نهاد بود. او از ۱۳۶۵ تا ۱۳۷۰ مسئول انتشارات سپاه پاسداران بود و از سال ۱۳۷۱ تا اوائل دهه ۱۳۸۰ مسئولیت طرح و برنامه تبلیغات و انتشارات سپاه را برعهده داشت.
اثباتی از ۱۳۸۴ تا ۱۳۸۵ مدیرعامل بنیاد فرهنگی روایت فتح بود، از ۱۳۸۵ تا ۱۳۸۷ به‌عنوان معاون فرهنگی و پرورشی نیروی مقاومت بسیج فعالیت می‌کرد، از ۱۳۸۷ تا ۱۳۸۸ جانشین فرهنگی ستاد کل سپاه پاسداران بود و در فاصله سال‌های ۱۳۸۸ تا ۱۳۹۰ به‌عنوان مسئول مطالعات و امور راهبردی فرهنگی ستاد کل نیروهای مسلح فعالیت می‌کرد. وی از ۱۳۹۰ تا ۱۳۹۳ معاون فرهنگی سازمان بسیج بود و در فاصله سال‌های ۱۳۹۳ تا ۱۳۹۷ فرماندهی قرارگاه سایبری ستاد کل نیروهای مسلح را برعهده داشت.